# Babur
Zahir-ud-din Mohammad Babur, conocido como Babur, Babar o Baber (14 de febrero de 1483 - 26 de diciembre de 1530), fue un emperador y fundador del Imperio mogol de la India. Era descendiente del conquistador turcomongol Tamerlán. Fue autor de sus memorias y de varias poesías.

## Vida
Babur, que significa "león", nació en la ciudad de Andiján, en el actual Uzbekistán, el 16 de febrero de 1483. Era hijo de Omar Sheij, rey de Ferganá y de Qutlugh Nigar Janum, hija del kan de Mogolistán y descendiente directa del propio Gengis Kan. Al morir su padre, Babur ascendió al trono en 1495 cuando contaba con tan solo 12 años. A pesar de que algunos de sus tíos intentaron derrocarlo, Babur se mantuvo firme como soberano.
En 1497 aprovechando el vacío de poder en la ciudad de Samarcanda tras la muerte de su tío Ahmed Mirza, la atacó y conquistó tras un asedio de siete meses. Pero solo pudo disfrutar de su posesión durante tres meses, ya que al poco de conquistarla muchos de sus soldados desertaron al no recibir el botín esperado, al mismo tiempo que en sus posesiones del valle de Ferganá, los nobles locales colocaron en el poder a uno de sus hermanastros, Jahangir, de doce años. Abandonó a toda prisa Samarcanda instalándose con sus seguidores en Juyand desde donde dirigió la lenta recuperación de sus posesiones, la cual le llevó dos años.
En febrero del año 1500 finalmente llega a un acuerdo con su hermanastro. Ese mismo año Muhammad Shaybani Kan caudillo de una ruda tribu de uzbekos venidos de las estepas del norte, se apoderaba de Samarcanda; fue la primera vez en más de cien años que tenía un gobierno de intrusos no timúridas. 
Rápidamente Babur junto a su hermanastro levanta un ejército poniéndose en marcha para reparar la ofensa y, en un momento de ausencia de Shaybani Jan, conquistaría la ciudad por segunda vez. Pero Muhammad Shaybani volvió en la primavera del año siguiente y nuevamente la puso bajo asedio; al llegar el invierno la falta de recursos provocó que muchos soldados de Babur desertasen y a este no le quedó de otra que negociar. Entre lo acordado estaba la entrega de su hermana, Janzada (hermana mayor de Babur), como esposa para Shaybani, que pasaría diez años de horror en el harén del uzbeko.
Empleó tres años en organizar un ejército que fuera lo suficientemente fuerte como para permitirle recuperar los territorios perdidos. En 1504 tenía ya suficientes tropas. Tras cruzar el Hindu Kush, conquistó la ciudad de Kabul y volvió a estar a la cabeza de un importante reino.
Tras la muerte de Shaybani en 1510, Babur reclamó sus posesiones originales para lo que contó con la ayuda de Ismail Safavi. En 1511 realizó una entrada triunfal en Samarcanda, pero en 1514 sufrió una nueva derrota a manos de los uzbecos y tuvo que regresar a Kabul.
Habiendo perdido toda esperanza de recuperar Ferghana, Babur concentró sus esfuerzos en la India. Realizó algunas incursiones previas hasta que en 1521 se le presentó la oportunidad de realizar un ataque más importante. Los nobles del sultanato de Delhi detestaban a su sultán, Ibrahim Lodi, y pidieron ayuda a Babur. 
Con un ejército de doce mil hombres y una artillería limitada avanzó hacia Delhi. Ibrahim contaba con cien mil soldados y cien elefantes. El 21 de abril de 1526 ambos ejércitos se encontraron en la llamada primera batalla de Panipat. Ibrahim fue muerto en la batalla y Babur, que se proclamó Padshah Ghazi (emperador de la India), entró junto a su hijo Humayun en Agra sin dificultades.
Sin embargo, aún tuvo que enfrentarse a un enemigo más poderoso, Rana Sanga, que le atacó con un ejército de doscientos mil hombres. El ejército de Babur, a pesar de estar cansado y hambriento, consiguió derrotar a las tropas de Sanga en la batalla de Khanua el 16 de marzo de 1527. Babur se convirtió en el señor absoluto de la India septentrional. 

## Fallecimiento y legado

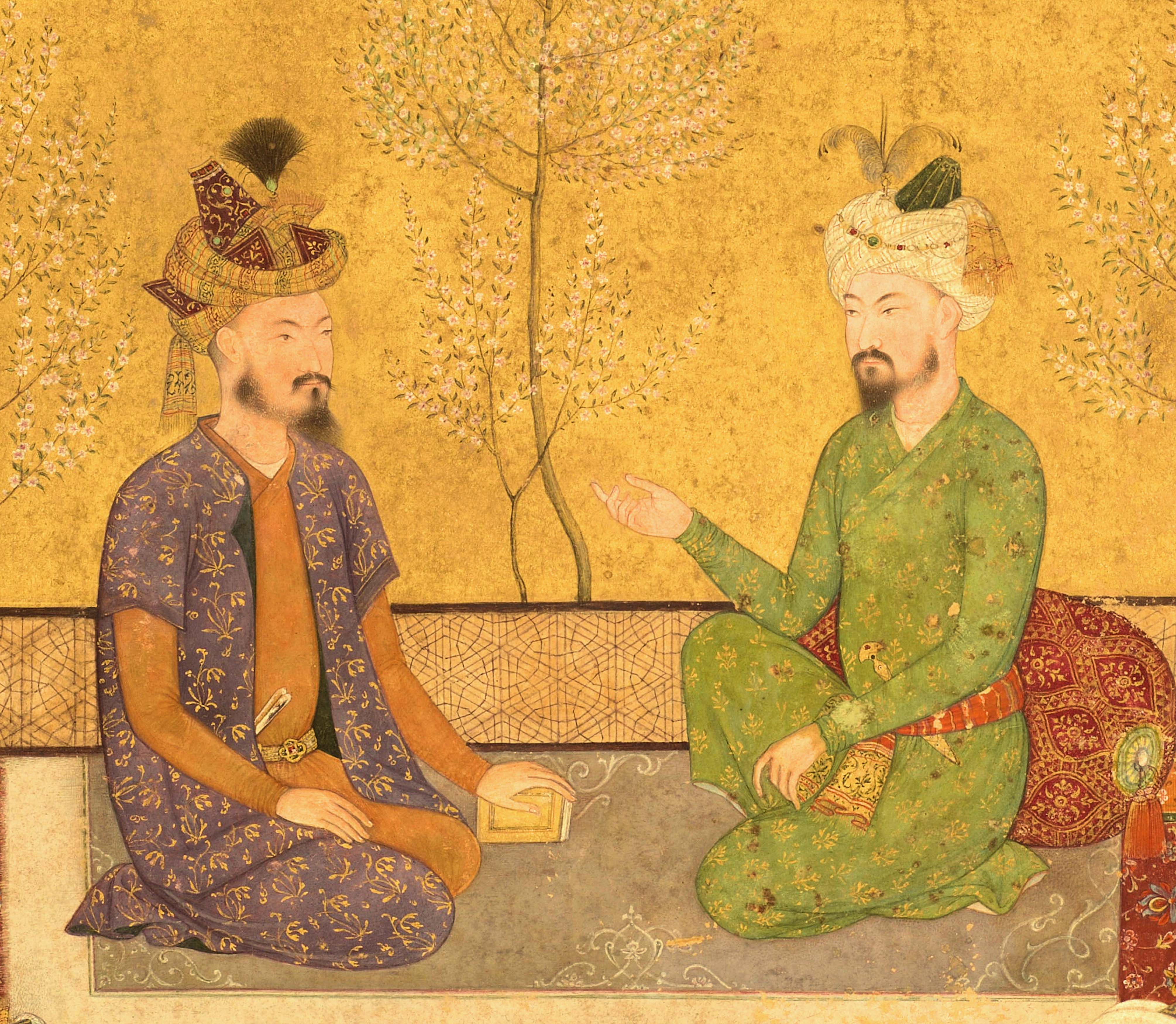
Babur y su heredero Humayun

Babur murió en Agra a la edad de 47 años el 26 de diciembre de 1530 y le sucedió su hijo mayor, Humayun. Primero fue enterrado en Agra pero, según sus deseos, sus restos mortales fueron trasladados a Kabul y enterrados de nuevo en Bagh-e Babur, en Kabul, en algún momento entre 1539 y 1544.

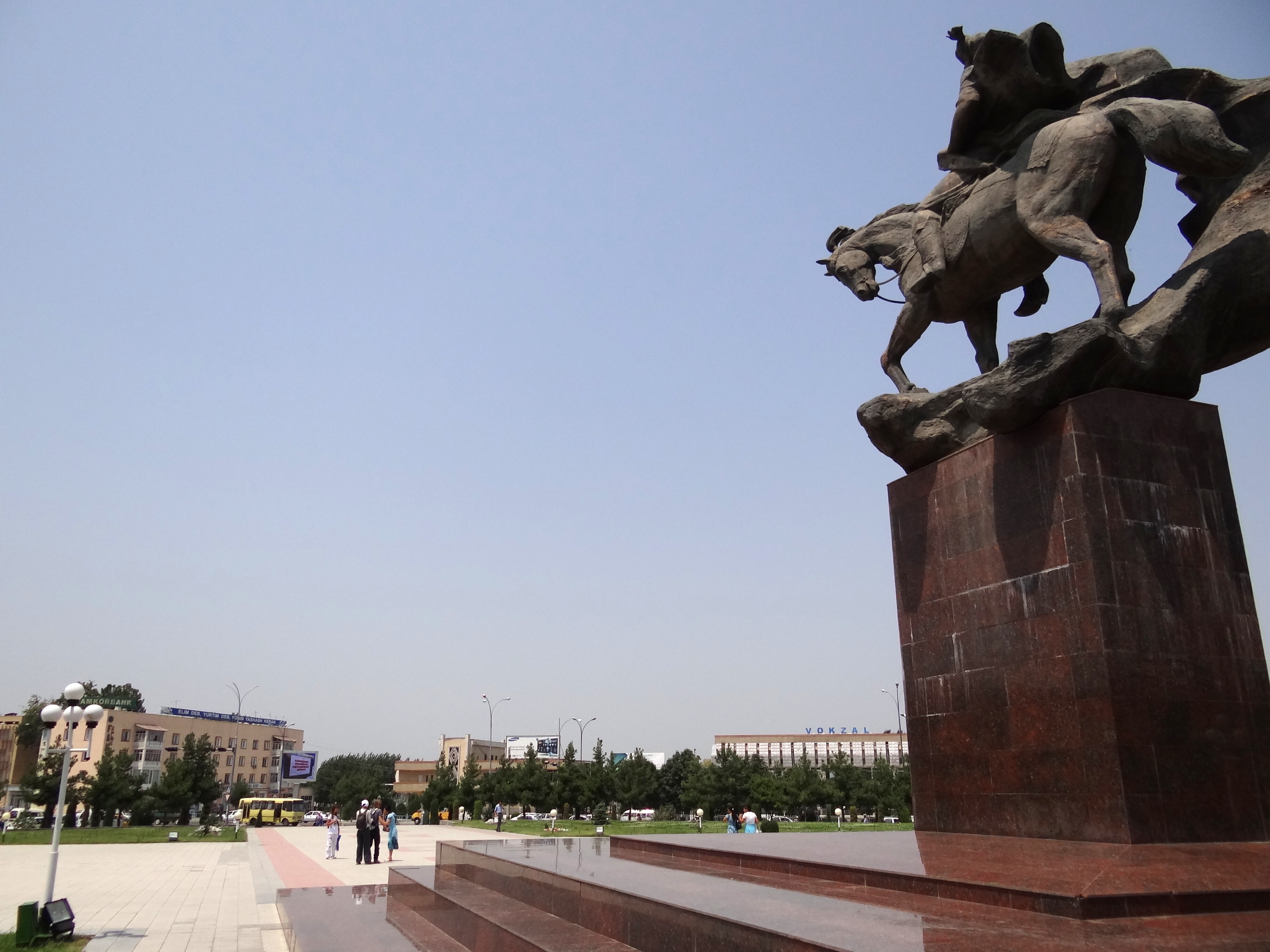
Plaza Bobur, Andijan, Uzbekistán en 2012.

En general, se suele aceptar en que, como timúrida, Babur no sólo estuvo significativamente influenciado por la cultura persa, sino que su imperio dio lugar a la expansión del ethos persianato en el subcontinente indio. Surgió en su propio relato como un heredero del Renacimiento timúrida, dejando señales de aspectos islámicos, artísticos literarios y sociales en la India.
Por ejemplo, F. Lehmann afirma en la Encyclopædia Iranica:

Su origen, entorno, formación y cultura estaban impregnados de la cultura persa, por lo que Babur fue en gran medida responsable del fomento de esta cultura por parte de sus descendientes, los mogoles de la India, y de la expansión de la influencia cultural persa en el subcontinente indio, con brillantes resultados literarios, artísticos e historiográficos.

Aunque todas las asignaciones de etnias modernas de Asia Central a la gente de la época de Babur son anacrónicas, las fuentes soviéticas y uzbekas consideran a Babur como un uzbeko étnico. Al mismo tiempo, durante la Unión Soviética los eruditos uzbekos fueron censurados por idealizar y alabar a Babur y otras figuras históricas como Ali-Shir Nava'i.

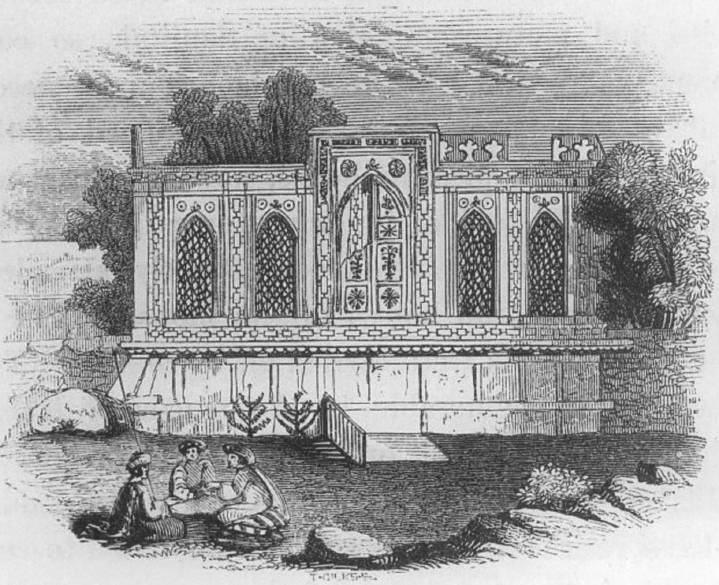
Tumba del primer emperador mogol Babur en Kabul

Babur es considerado un héroe nacional en Uzbekistán. El 14 de febrero de 2008, se emitieron sellos en su nombre en el país para conmemorar su 525º aniversario de nacimiento. Muchos de los poemas de Babur se han convertido en populares canciones populares uzbekas, especialmente de Sherali Jo'rayev. Algunas fuentes afirman que Babur es un héroe nacional también en Kirguistán. En octubre de 2005, Pakistán desarrolló el Babur Cruise Missile, llamado así en su honor.
En 1944 se estrenó Shahenshah Babar, una película india sobre el emperador dirigida por Wajahat Mirza. La película biográfica india de 1960 Babar, de Hemen Gupta, cubrió la vida del emperador con Gajanan Jagirdar en el papel principal.
Uno de los rasgos perdurables de la vida de Babur fue que dejó una autobiografía viva y bien escrita conocida como Baburnama. Citando a Henry Beveridge, Stanley Lane-Poole escribió:

Su autobiografía es uno de esos registros de valor incalculable que son para todos los tiempos, y es digno de ser clasificado con las confesiones de Confesiones de San Agustín y las Confesiones de Jean Jacques Rousseau, y las memorias de vida y escritos de Edward Gibbon e Isaac Newton. En Asia está casi solo.

En sus propias palabras: "La esencia de mi testimonio es ésta: no hagas nada contra tus hermanos aunque se lo merezcan". También, "El año nuevo, la primavera, el vino y la amada son alegres. Babur, alégrate, porque el mundo no estará ahí para ti por segunda vez."

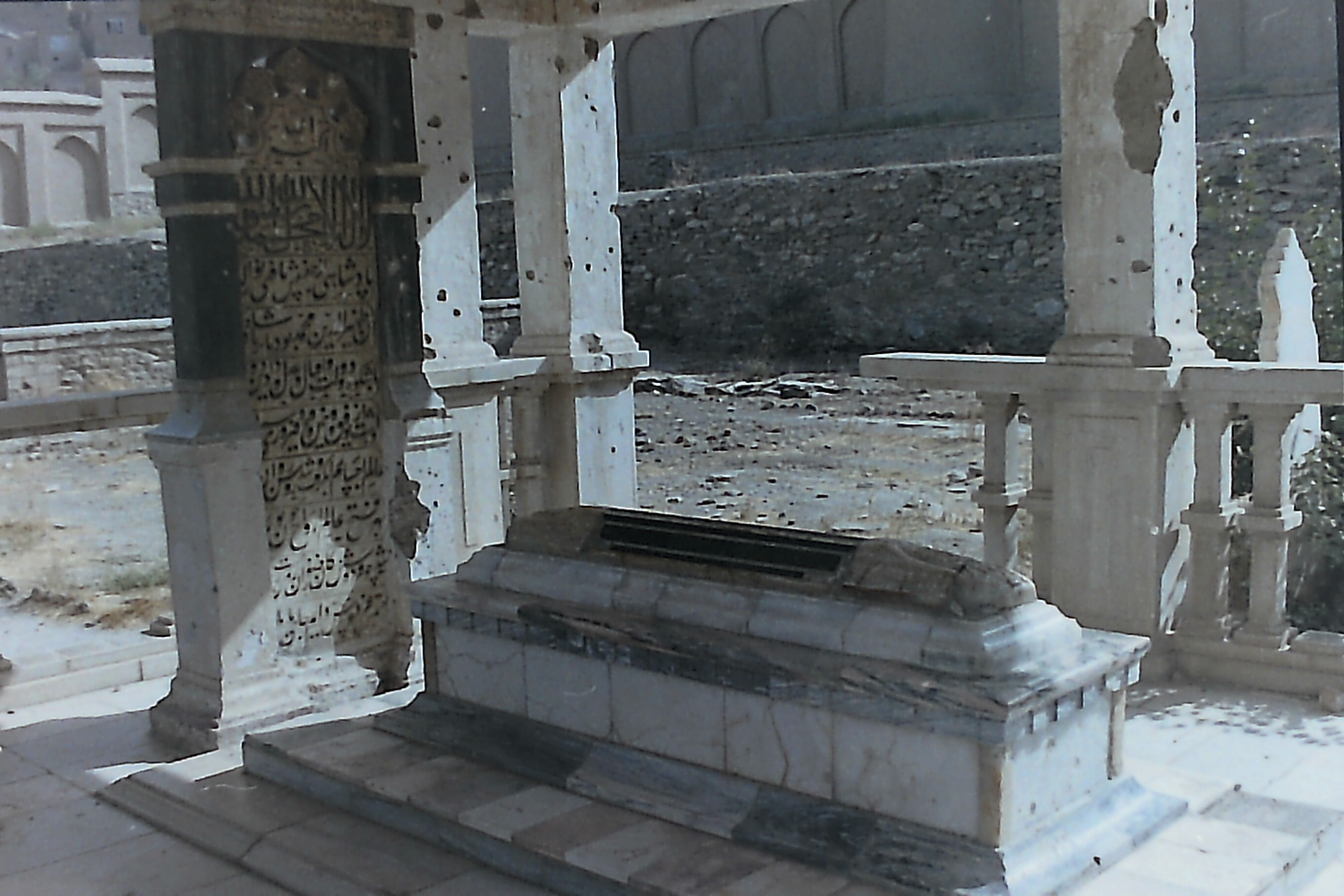
Lápida de Babur en Bagh-e Babur, Kabul, Afganistán.

### Mezquita de Babur Babri Masjid
La Babri Masjid ("Mezquita de Babur") en Ayodhya se dice que fue construida por orden de Mir Baqi, uno de los comandantes de su ejército. En 2003, el Tribunal Superior de Allahabad ordenó al Archaeological Survey of India (ASI) que realizara un estudio más profundo y una excavación para averiguar el tipo de estructura que había debajo de la mezquita. La excavación se llevó a cabo entre el 12 de marzo y el 7 de agosto de 2003, y dio lugar a 1360 descubrimientos.
El resumen del informe de la ASI indicaba la presencia de un templo del siglo X bajo la mezquita. El equipo de la ASI dijo que la actividad humana en el sitio se remonta al siglo XIII a. C. Las siguientes capas se remontan al periodo de la Shunga (siglo II-primero a. C.) y al periodo del Kushan. Durante la primera época de la período medieval (siglos XI-XII de nuestra era), se construyó una enorme pero efímera estructura de casi 50 metros de orientación norte-sur. Sobre los restos de esta estructura, se construyó otra estructura masiva: esta estructura tenía al menos tres fases estructurales y tres pisos sucesivos unidos a ella. El informe concluía que la estructura controvertida se construyó sobre esta estructura a principios del siglo XVI. El arqueólogo KK Muhammed, el único miembro musulmán del equipo de personas que inspeccionaron la excavación, también confirmó individualmente que existía una estructura similar a un templo antes de que se construyera la Babri Masjid sobre ella. El Tribunal Supremo de la India (2019 Supreme Court verdict on Ayodhya dispute#Summary of the verdict)) de 2019 sostuvo que no hay nada que pruebe que la estructura, que fue destruida antes de la construcción de la mezquita, fuera un templo y que los restos de la estructura se utilizaron para su construcción.